# Канџа
Канџа (лат. Unguicula) је савијена рожната израслина на прстима екстремитета кичмењака, као што су водоземци, гмазови, птице и многи сисари. Оне су хомологне ноктима код људи и човјеколиких мајмуна, као и копитима и папцима код копитара и папкара.
Аналогни орган код бескраљешњака су исто канџе. 

## Сисари
Коштана подлога канџе је дистални чланак (Phalanx distalis) прста, који се назива и Os unguiculare. На граници према нормалној кожи је уз "коријен" канџе дубоко увучен жљеб (Vallum). У том удубљењу кожа има врло фине руње чија покожица твори главни дио зида канџе. На стијенкама коже су најфинији листићи који осигуравају "сидрење" коријена канџе. На мали округласти јастучић с доње стране је превучен меком рожнатом твари. 
Код мачака су канџе углавном увучене у кожне наборе. Једна еластична тетива држи канџу пасивно увученом. Помоћна тетива држи канџу пострано уз средњи чланак. Повлачењем доње тетиве канџе се извлаче из кожних набора. Захваљујући том механизму мачје канџе се код ходања не троше, и задржавају оштрину. Осим тога, уклањањем постраних површинских слојева рожнате стијенке канџе оне их непрекидно поново оштре. 
Насупрот томе, други сисари с канџама их не могу увући, па се при ходању троше. Многе домаће животиње немају услове да довољно троше своје канџе, па њихов раст премашује тошење. Због тога често постоји потреба да им се канџе скраћују.

## Птице
Већина птица има канџе само на ножним прстима. Од рецентних птица још једино птице тркачице (нпр. нојеви и емуи) имају канџе и на завршецима "прстију" на крилима. 
Птице користе своје канџе при слијетању и да би се држале за гране дрвећа. Птице грабљивице своје канџе користе прије свега за хватање, држање и убијање плијена. 
И код украсних птица је такође, ради недовољног трошења, често неопходно редовно подрезивање канџица.

## Поријекло ријечи
Потребно је мало објаснити поријекло ријечи канџа. То је европски турцизам грчког порекла. На Балкан је дошао преко италијанског gancio, заправо млетачког ganzo, па се тако у далмацији дуго говорило "ganac". Изворна турска ријеч kanca (чита се "канџа") значи "гвоздена кука".

## Извор
- Anton, Mauricio (1997). The Big Cats and Their Fossil Relatives. Columbia University Press. pp. 130-33.  978-0-231-10228-5.